# Krušetnica
Krušetnica est un village de Slovaquie situé dans la région de Žilina.

## Histoire
Première mention écrite du village en 1580.

## Démographie

### Évolution de la population
| Année:               | 1994. | 2004.   | 2014.   | 2024.   |
| -------------------- | ----- | ------- | ------- | ------- |
| Nombre de personnes: | 876   | 929     | 966     | 1019    |
| Différence:          |       | +6,05 % | +3,98 % | +5,48 % |

| Année:               | 2023. | 2024.   |
| -------------------- | ----- | ------- |
| Nombre de personnes: | 1009  | 1019    |
| Différence:          |       | +0,99 % |